# Robert Pehrson
Pour les articles homonymes, voir Pehrson.
Robert Pehrson, né le 27 juin 1872 à Drammen et mort le 6 mai 1965, est un coureur du combiné nordique norvégien.

## Biographie
Il représente le Skiklubben Odd, basé à Oslo.
Dans le Festival de ski de Holmenkollen, deuxième de la classe junior en 1891, il se place deux fois sur le podium chez les séniors : en 1895 et 1999, où il est troisième. Il est alors récompensé par la Médaille Holmenkollen en 1899, en compagnie de Paul Braaten.
Il participe à des compétitions jusqu'en 1906, où pour sa dernière, il gagne le saut.
Il construit également des tremplins de saut à ski dans toute la Scandinavie.